# Wojciech Adamczyk (profesor)
Wojciech Piotr Adamczyk – polski naukowiec, profesor dr habilitowany inżynierii biomedycznej oraz inżynierii środowiska, górnictwa i energetyki.

## Kariera naukowa
- 2022 – profesor nauk inżynieryjno-technicznych / inżynieria środowiska, górnictwo i energetyka;
- 2018 – doktor habilitowany nauk technicznych / budowa i eksploatacja maszyn; nadanie stopnia Politechnika Śląska; Wydział Inżynierii Środowiska i Energetyki, rejestracja stopnia Politechnika Śląska;
- 2014 – doktor nauk technicznych / budowa i eksploatacja maszyn, nadanie stopnia Politechnika Śląska; Wydział Inżynierii Środowiska i Energetyki, rejestracja stopnia Politechnika Śląska;
- 2009 – magister inżynier mechaniki i budowa maszyn, nadanie tytułu Politechnika Śląska, Wydział Inżynierii Środowiska i Energetyki, rejestracja tytułu Politechnika Śląska[1] .

## Praca naukowo-dydaktyczna
Od 2 lipca 2014 zatrudniony w Politechnice śląskiej .